# 萧焕辉
萧焕辉（1907年—1986年），男，广东琼海人，中华人民共和国政治人物。

## 生平
早年担任中共万宁县委书记，琼崖特委常委、琼崖纵队政委。中华人民共和国成立后，担任中共海南区委秘书长、海南行署主任、广东省政协副主席，广东省人大常委会副主任。